# ISO 3166-2:SE
ISO 3166-2:SE is een ISO-standaard met betrekking tot de zogenaamde geocodes. Het is een subset van de ISO 3166-2 tabel, die specifiek betrekking heeft op Zweden. 
De gegevens werden tot op 13 december 2011 geüpdatet op het ISO Online Browsing Platform (OBP). Hier worden 21 departementen - county (en) / département (fr) / län (sv) – gedefinieerd.
Volgens de eerste set, ISO 3166-1, staat SE voor Zweden, het tweede gedeelte bestaat uit één of twee letters.

## Codes
| Code  | Numerieke code | Naam                 |
| ----- | -------------- | -------------------- |
| SE-K  | SE-10          | Blekinge län         |
| SE-W  | SE-20          | Dalarnas län         |
| SE-X  | SE-21          | Gävleborgs län       |
| SE-I  | SE-09          | Gotlands län         |
| SE-N  | SE-13          | Hallands län         |
| SE-Z  | SE-23          | Jämtlands län        |
| SE-F  | SE-06          | Jönköpings län       |
| SE-H  | SE-08          | Kalmar län           |
| SE-G  | SE-07          | Kronobergs län       |
| SE-BD | SE-25          | Norrbottens län      |
| SE-T  | SE-18          | Örebro län           |
| SE-E  | SE-05          | Östergötlands län    |
| SE-M  | SE-12          | Skåne län            |
| SE-D  | SE-04          | Södermanlands län    |
| SE-AB | SE-01          | Stockholms län       |
| SE-C  | SE-03          | Uppsala län          |
| SE-S  | SE-17          | Värmlands län        |
| SE-AC | SE-24          | Västerbottens län    |
| SE-Y  | SE-22          | Västernorrlands län  |
| SE-U  | SE-19          | Västmanlands län     |
| SE-O  | SE-14          | Västra Götalands län |